# Luigi Rachel
Luigi Rachel (* 26. Januar 1879 in Cagliari; † 3. Mai 1949 ebenda) war ein italienischer Komponist.

## Leben
Rachels Familie war französischer Herkunft, deren Name ursprünglich Rachelle lautete. Sein Patenonkel war Luigi Canepa. Luigii Rachel erlernte für das Klavier-, Cello-, Violin- und Flötenspiel. Beim Militär spielte er in der Band des 86. Infanterieregiments. Als 24-Jähriger zog er nach Sfax und dann nach Tunis.
Luigi Rachel war der erste Musiker, der sich von der traditionellen sardischen Musik inspirieren ließ, die er in seiner ursprünglichen Form entwickelte. Er ist einer der wenigen Musiker, die der Erforschung und Aufwertung des ethnisch-musikalischen Erbes der Insel erheblichen Impuls gaben.
Rachel komponierte auch Stücke von großer symphonischer Ebene und trat in den großen Theatern Europas auf und erlangte überall Anerkennungen. Von 1903 bis 1907 leitete er das Stadttheater von Tunis. 1909 heiratete er Ottavia Secci verheiratet. Er kehrte nach jahrelangen Reisen zurück nach Sardinien, eröffnete ein Geschäft für Musikinstrumente und widmete sich hauptsächlich seiner Leidenschaft, der Musik.
1931 gewann er den vom Giornale della Domenica angekündigten nationalen Wettbewerb für das schönste italienische Lied (Canzone a stornello) auf Augenhöhe mit dem römischen Musiker sardischen Ursprungs Ennio Porrino (1910–1959; Traccas). Er komponierte Werke für sechs gemischte Stimmen: Canzoni ‘e tracca, Tristu passirillanti, Coru t’hait bintu amore, Anninnia casteddaia, Canzone a ballu und Mutos nuorese. Außerdem komponierte er Werke für Instrumentalformationen: Lo strazio di Cagliari (trauriges Intermezzo für Klavier), Confidenze alla luna (Nocturne für Violine, Cello und Klavier) sowie eine Berceuse für Klavier und Violine. Er komponierte auch symphonische Werke: Suite sarda (Präludium, Lied, sardischer Tanz), Il Golfo degli Angeli (Orchesterdichtung) und Sardegna (symphonische lyrische Vision).
Die Scuola Civica di Musica Luigi Rachel im ehemaligen Kapuzinerkloster der Gemeinde Quartu Sant’Elena trägt seinen Namen.